# Гусейнов, Иса Мустафа оглы
Иса Мустафа оглы Гусейнов (12 июня 1928, с. Муганлы, Казахский уезд — 1 апреля 2014, Баку) — советский и азербайджанский писатель, сценарист и редактор. Народный писатель (1988) и Заслуженный деятель искусств Азербайджанской ССР (1976).

## Биография
Родился в селе Муганлы (ныне — в Агстафинском районе) в семье школьного учителя. После окончания средней школы в 1945 году поступил в Азербайджанский медицинский институт, но через четыре месяца ушёл из него и вернулся в родное село. Впоследствии окончил филологический факультет Азербайджанского государственного университета и в 1952 году — Литературный институт им. А. М. Горького. 
С 1952 по 1954 год работал редактором в отделе литературы Азербайджанского государственного издательства, с 1954 по 1964 год был заведующим издательским отделом в редакции журнала «Литературный Азербайджан». Член КПСС с 1958 года. В 1964—1968 годах был главным редактором на киностудии «Азербайджанфильм», в 1964—1968 годах — редактором, в 1974—1979 годах — членом совета сценаристов, с 1979 года стал главным редактором Комитета по кинематографии Азербайджанской ССР. В 1976 году получил почётное звание Заслуженного деятеля искусств Азербайджанской ССР (23.12.1976)
Литературную деятельность начал в 1949 году, опубликовав статью «İnqilab və Mədəniyyət» (рус. Революция и культура). Написанием романов и сценариев занялся с 1950 года, некоторые его произведения были переведены на иностранные языки. Поставленный по его сценарию фильм «26 бакинских комиссаров» получил в 1968 году премию на Ленинградском всесоюзном кинофестивале как лучший историко-революционный фильм.
Иса Гусейнов скончался от сердечной недостаточности 1 апреля 2014 года в Азербайджане. Похоронен в Алее почётного захоронения в Баку.

## Фильмография

### Сценарист
- 1965 — 26 бакинских комиссаров
- 1971 — Звёзды не гаснут
- 1974 — Насими
- 1975 — Звук свирели
- 1982 — Низами

## Произведения
- Родные и чужие люди (роман), 1962
- Пылающее сердце (пьеса), 1965
- Звук свирели (пьеса и повесть), 1965
- Наши девушки (пьеса), 1953
- Венера.
- Кустарник кёша (пьеса и повесть), 1969
- Судный день (роман), 1979
- Идеал (роман), 1985

## Награды и звания
- Орден «Независимость» (11 июня 1998) — за большие заслуги в развитии азербайджанской литературы[7].
- Орден Трудового Красного Знамени (22 августа 1986).
- Орден «Знак Почёта» (1978).
- Народный писатель Азербайджанской ССР (23 июня 1988).
- Заслуженный деятель искусств Азербайджанской ССР (23 декабря 1976).
- Персональная стипендия Президента Азербайджанской Республики (11 июня 2002)[8].